# Rovögern
Rovögern eller Rovågern är en långsmal ö cirka 16 kilometer sydöst om Umeå, och cirka 12 kilometer söder om Täfteå.
Den cirka 700 meter långa ön ligger i Yttre Täftefjärden och skiljs åt från halvön Rovan av ett 30–100 meter brett sund. På båda sidor om sundet finns Rovögerns fiskeläge, där det också finns en fiskrestaurang. I övrigt utgörs bebyggelsen av sommarstugor.